# Калин, Василий Михайлович
Васи́лий Миха́йлович Ка́лин (род. 1947, село Чертовец) — советский и российский религиозный деятель, с 1993 года — председатель Управленческого центра свидетелей Иеговы в России.

## Биография
Василий Калин родился в 1947 году в Ивано-Франковской области (Украинская ССР).
Семья Василия Калина была крестьянской и до 1951 года проживала в селе Ольшаница в следующем составе:
- Отец: Калин Михаил Иванович (1892 г. р.)
- Мать: Калина Анастасия Фёдоровна (1899 г. р.)
- Братья, сёстры: Фёдор (1932 г. р.); Иван (1937 г. р.); Мария (1940 г. р.)
- Бабушка по отцу: Екатерина Филипповна (1877 г. р.)

Отец Василия Калина стал свидетелем Иеговы в 1942 году после того как семья Калиных приютила у себя семью свидетелей Иеговы, бежавшую из Германии от преследования нацистов. Также свидетелями стали его бабушка, мать и две сестры отца (Василий и его брат Фёдор стал свидетелями намного позже). К 1945 году в Ольшанице сформировалась небольшая община свидетелей Иеговы.
После окончания войны власти Советского союза начали преследование свидетелей Иеговы, обвиняя их в антисоветской деятельности. В апреле 1951 года в ходе операции «Север» Василий Калин вместе с семьёй (обоими родителями, бабушкой, двумя братьями и сестрой) был выслан в Сибирь в Иркутскую область. На сборы давалось два часа. Имущество семьи, включая дом, было конфисковано в пользу государства, с собой разрешалось брать только запас продовольствия, одежду, личные вещи и мелкий сельскохозяйственный инвентарь. Семьи перевозили в товарных вагонах, дорога заняла около месяца. В вагоне, перевозившем семью Калина, было около 50 человек, все — свидетели Иеговы.
Семья Калиных вместе с 15 другими семьями свидетелей была высажена на станции Тарея (Чунский район Иркутской области, недалеко от Братска), откуда семью перевезли на поселение в небольшой посёлок и поселили в барак. Мужчин отправили работать на погрузку леса. Через 4 месяца семья была переселена на окраину Иркутска для работ на Лисихинском кирпичном заводе, где они проживали в бывшем лагере для заключённых, а в феврале 1952 года — в посёлок Искра, стоявший на правом берегу реки Ангара, для валки леса на леспромхозе МВД. После смерти Сталина семья была переселена в деревню Худяково Иркутской области, а затем в село Пивовариха. Там Василия отдали на обучение в школу-интернат посёлка Дзержинский, где он проучился до седьмого класса (в восьмой класс он не пошёл, так как там начиналась военная подготовка, на которую Василий не мог согласиться по религиозным убеждениям).
Во время ссылки семья Калиных продолжала подпольно исповедовать свою религию, проповедуя и тайно собираясь на встречи с другими свидетелями Иеговы. Поскольку власть противилась деятельности этой организации, в семье Калиных проводились обыски, а с самим Василием в школе беседовали сотрудники КГБ, которые пытались обманом выведывать у него сведения о религиозной деятельности родителей. В 1962 году брат Василия — Фёдор Калин — был осуждён к лишению свободы на три года за проповедническую деятельность.
В 1964 году (в возрасте 17 лет) Василия пытались призвать в армию, однако признали его негодным и выдали военный билет. Позже негодность к военной службе неоднократно подтверждалась комиссиями вплоть до 1983 года.
30 сентября 1965 года вышел указ Президиума Верховного совета о снятии ограничений с высланных религиозных активистов. Таким образом, ссылка Калиных, которая изначально должна была стать бессрочной, закончилась. Несмотря на появившееся право вернуться в Украину, семья Калиных решила остаться в Сибири, где на тот момент прожила уже 15 лет, чтобы посвятить себя религиозной общине.
В 1983 году, после прихода к власти Юрия Андропова, началась новая волна преследований свидетелей Иеговы. В том же году Василия Калина, которому на тот момент было 36 лет, признали полностью годным к строевой службе, а затем вручили повестку на военные сборы для военной переподготовки. За отказ от прохождения службы по религиозным убеждениям по причине сохранения христианского нейтралитета Калин был арестован на 45 суток, затем осуждён на год условно и оштрафован на 200 рублей (сумма была эквивалентна заработной плате за полтора месяца).
Василий Калин покинул Сибирь в 1993 году, переехав сначала в Москву, а затем в том же году — в Управленческий центр свидетелей Иеговы в России, расположенный в посёлке Солнечное под Санкт-Петербургом, в котором он прожил до конца 2017 года.
После запрета «Управленческого центра Свидетелей Иеговы в России», произошедшего в 2017 году, и изъятия комплекса зданий в пользу государства Калин покинул Российскую Федерацию и эмигрировал в Эстонию.
С 1968 года женат (жена — Мария Калина, девичья фамилия Феддунь), от брака имеют двоих детей: сын Ярослав и дочь Оксана.
Был признан жертвой политических репрессий СССР, имеет соответствующее удостоверение, по которому имеет льготы и выплаты от государства.

## Религиозная деятельность
Василий Калин крестился как свидетель Иеговы в 1965 году.
Будучи ещё юношей, Калин стал секретарём собрания свидетелей Иеговы в иркутской общине, а в 1970 году (в возрасте 23 года) возглавил её. Эта община являлась в то время одной из крупнейших в СССР.
С 1974 до 1991 года, проживая в Иркутской области, семья Калиных подпольно перепечатывала журналы «Сторожевая башня» и «Пробудитесь!», тайно перевозимые из-за границы. Также всё это время семья посещала религиозные встречи, проводимые несмотря на запрет и надзор со стороны КГБ.
Незадолго до 1989 года Калин стал фактическим лидером сибирских свидетелей Иеговы (так называемым «областным надзирателем») в Иркутской, Новосибирской и Томской областях, а также в Красноярском крае и Хакасии.
В 1988 году в СССР были приняты первые постановления, ослабляющие преследование верующих; 1 октября 1990 года был принят закон СССР «О свободе совести и религиозных организациях», а 25 октября — закон РСФСР «О свободе вероисповедания». После этого в 1991 году свидетели Иеговы зарегистрировали в России свой Управленческий центр. Спустя год Калин вошёл в руководящий комитет этого Управленческого центра, а в 1993 году стал его председателем (координатором), которым оставался по меньшей мере до 2017 года.

### Комментарии
1. ↑  В статье издания «Meduza» в январе 2023 года назван «бывшим руководителем Управленческого центра».